# الأرض زرقاء مثل برتقالة
الأرض زرقاء مثل برتقالة (بالأوكرانية: Земля блакитна, ніби апельсин) فيلم وثائقي أوكراني، سنة الاصدار 2020 من إخراج إيرينا تسيليك.
أقيم العرض الأول للفيلم الوثائقي الدولي في 24 يناير 2020 في مهرجان الافلام الأمريكي "Sundance Film Festival" ، حيث حصل على جائزة أفضل إخراج في فئة الأفلام الوثائقية العالمية. أقيم العرض الأول للفيلم الوثائقي في أوكرانيا في 24 أبريل 2020 ، في مهرجان DocuDays للسينما الأوكرانية ، حيث حصل الفيلم على جائزتين في فئة المسابقات الوطنية والدولية. يحتل المرتبة 34 في قائمة أفضل 100 فيلم في تاريخ السينما الأوكرانية.

## أحداث القصة
يدور الفيلم حول عائلة تعيش في ما يسمى "المنطقة الحمراء" في دونباس، حيث تتواصل الأعمال القتالية للعام السادس. تغيرت الحياة اليومية للمدنيين في منطقة خط المواجهة بشكل جذري. حنا البالغة من العمر 36 عامًا تربي أربعة أطفال، وعلى الرغم من تواصل القصف والقتال فإن هذه العائلة تعيش حياة مبهجة. لدى الأم والأطفال هوايات، ويعزفون على الآلات الموسيقية، والأكثر إثارة للاهتمام، يصنعون أفلامًا بأنفسهم عن حياتهم أثناء الحرب عن حياتهم اليومية.